# Чемпіонат світу з футболу 1930
Чемпіона́т сві́ту з футбо́лу 1930 — перший за ліком чемпіонат світу, відбувся в Уругваї з 13 по 30 липня 1930 року. Уругвай ФІФА обрала у зв'язку зі святкуванням сторіччя незалежності країни, а також через перемоги футбольної збірної країни на двох останніх на той час літніх Олімпійських іграх 1924 та 1928 років. У чемпіонаті брали участь лише тринадцять збірних: сім з Південної Америки, дві з Північної Америки та чотири з Європи.
Переможцями чемпіонату стали господарі турніру уругвайці, які обіграли у вирішальній грі збірну Аргентини.

## Передумови
1904 року заснували Міжнародну федерацію футболу (ФІФА). Перший чемпіонат світу запланували на 1906 рік у Швейцарії, але змагання скасували. Новостворена організація не мала достатньо ресурсів для проведення заходу такого масштабу. ФІФА звернулася за підтримкою до Міжнародного олімпійського комітету та погодили включити футбол до програми Олімпіади-1908. Лондонське золото виграла аматорська збірна Англії, що представляла Велику Британію. На наступних іграх команда повторила досягнення. 1909 року пройшов турнір Сера Томаса Ліптона для професійних клубів із різних країн. Змагання інколи називають «Першим чемпіонатом світу».
1914 року ФІФА офіційно визнала турнір Олімпійських ігор як «чемпіонат світу з футболу для аматорів» та взяла на себе організацію наступних трьох розіграшів: 1920, 1924, 1928. Перемогу на цих іграх здобули збірна Єгипту та двічі Уругваю. Але офіційно ФІФА визнала першим лише турнір 1924 року.
Із 1921 року, при головуванні Жюля Ріме, ФІФА знов вирішила провести міжконтинентальні змагання. Це підсилювалося розбіжностями з МОК, які не хотіли змінювати статус спортсменів із аматорського на професіональний, що також спричинило виключення футболу з Олімпіади-1932. 28 травня 1928 року, у день відкриття ігор, на 17-му конгресі ФІФА в Амстердамі 25 членів організації проголосували «за» створення Чемпіонату світу для професіональних команд, п'ять були «проти» (Естонія, Данія, Норвегія, Швеція, Фінляндія) та один утримався (Німеччина). Турнір запланували на 1930 рік.

## Вибір господаря
Відразу претендентами на проведення першості висунули Італія, Іспанія, Нідерланди, Угорщина та Уругвай. Президент ФІФА Жюль Ріме віддавав перевагу південноамериканській країні, яка вже двічі виграла золото на літніх Олімпійських іграх 1924 та 1928 років. Уругвай бажав приурочити подію до 100-річчя від присяги Конституції (18 липня 1830 року) та обіцяв для змагання збудувати новий стадіон і оплатити витрати учасників. Окрім цього, Європу виснажила Перша світова війна.
Зрозумівши, що турнір, найімовірніше, проводитиме маленька південна країна, європейські країни-кандидати відмовилися на користь Італії. Але виступ аргентинського делегата Адріана Беккара Варелі, який просував кандидатуру сусідньої країни, змусив Італію відмовитися. Уругвай одноголосно обрали місцем проведення першого чемпіонату світу на 18-му конгресі ФІФА в Барселоні 18 травня 1929 року.

## Учасники

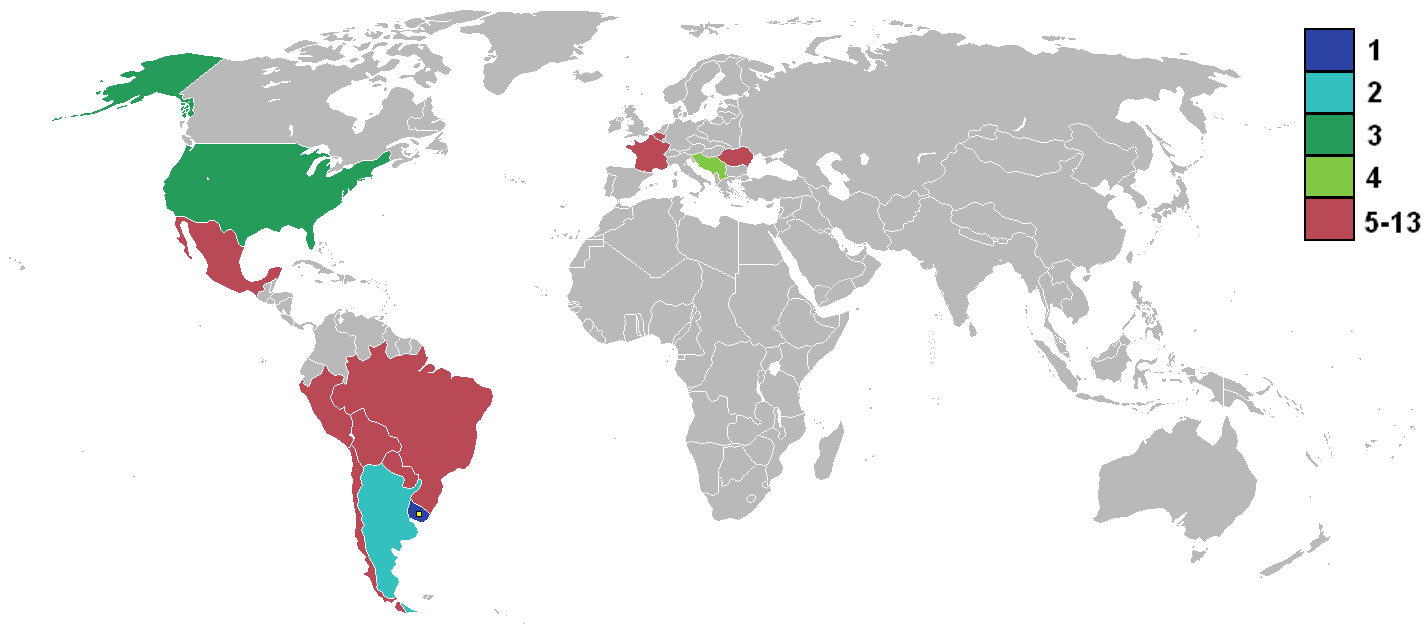
Країни-учасниці ЧС-1930. Кольори відповідають досягнутому турнірному прогресу.

Перший чемпіонат світу з футболу став єдиним, фінальній частині якого не передували кваліфікаційні раунди. Після утвердження місця проведення першості запросили всіх членів ФІФА взяти участь у змаганні. Останні день зголошення — 28 лютого 1930 року. Враховуючи визначене місце проведення чемпіонату, найбільшу зацікавленість виявили представники Південної Америки, тож на полях першого мундіалю змагалися відразу семеро представників КОНМЕБОЛ (господарі, Аргентина, Болівія, Бразилія, Парагвай, Перу та Чилі), рекордна кількість за всю історію турніру. Від сусідньої Північної Америки — США і Мексика.
Найскладнішою проблемою для організаторів першого чемпіонату світу з футболу стало залучення до участі в ньому європейських команд. Вони не бажали брати участь у чемпіонаті, бо Європа потерпала від Великої депресії. Угорщина відмовилася як протест проти обрання Уругваю господарем турніру. Багато країн не хотіли відправляти своїх найкращих гравців на кораблі через Атлантику на два-три місяці. Аматорські асоціації Данії, Німеччини та Швеції не прагнули розвиватися до професіонального спорту. Влада Уругваю пообіцяла компенсувати всі витрати, пов'язані з подорожжю та відсутністю гравців у клубах. Попри це, країни продовжували відмовлятися. Футбольна асоціація Уругваю надіслала лист із запрошенням до футбольної асоціації Англії, попри те, що домашні нації Сполученого Королівства вийшли з ФІФА. Комітет відхилив пропозицію 18 листопада 1929 року. До січня 1930 року ніхто з європейських країн не зареєструвався в турнірі. Унаслідок цього південноамериканські країни пригрозили вийти з ФІФА. Дві азійські країни, Японія та Сіам, теж відмовилися. Єдина африканська країна, що зголосилася — Єгипет. Однак команда участі не брала, бо через шторм у Середземному морі пропустила корабель до Уругваю.
На момент завершення приймання заявок у лютому 1930 року жодна з європейських країн не зголосилася забезпечити участь своєї збірної. Очевидною перепоною для європейців було місце проведення турніру, яке вимагало тривалої та фінансово обтяжливої трансатлантичної подорожі. Ситуацію дещо покращило особисте втручання тогочасного президента ФІФА француза Жуля Ріме, якому вдалося забезпечити участь у змаганні чотирьох європейських команд. Зокрема, він домовився про участь збірної Франції, а його компаньйон і віцепрезидент організації бельгієць Рудольф Селдрейєрс забезпечив участь збірної Бельгії.
Ще двома представниками Старого світу на мундіалі стали збірні Румунії та Югославії, участь яких була забезпечена за втручання монархів цих держав. Молодий щойно коронований король Румунії Кароль II цікавився футболом й особисто відібрав гравців, що представляли країну на світовій першості. Він особисто гарантував збереження за ними робочих місць, адже вони були аматорами й не заробляли футболом на життя. Участь югославів також потребувала підтримки короля країни Олександра I.

## Стадіони
Усі матчі змагання проводилися в уругвайській столиці Монтевідео на трьох стадіонах. Центральною ареною чемпіонату світу був Естадіо Сентенаріо, стадіон, будівництво якого було приурочене до сторіччя незалежності країни і який на момент введення в експлуатацію був найбільшою спортивною ареною поза Британськими островами, вміщуючи 90 тисяч вболівальників. На цьому стадіоні відбулися 10 з 18 матчів турніру, включаючи півфінали і фінал.
| Монтевідео                                                           | Монтевідео                                                          | Монтевідео                                                           |
| -------------------------------------------------------------------- | ------------------------------------------------------------------- | -------------------------------------------------------------------- |
| Естадіо Сентенаріо                                                   | Естадіо Парк Сентраль                                               | Естадіо Посітос                                                      |
| 34°53′40″ пд. ш. 56°9′10″ зх. д. / 34.89444° пд. ш. 56.15278° зх. д. | 34°54′4″ пд. ш. 56°9′32″ зх. д. / 34.90111° пд. ш. 56.15889° зх. д. | 34°54′18″ пд. ш. 56°9′22″ зх. д. / 34.90500° пд. ш. 56.15611° зх. д. |
| Capacity: 90 000                                                     | Capacity: 20 000                                                    | Capacity: 10 000                                                     |
|                                                                      |                                                                     |                                                                      |
| Монтевідео                                                           |                                                                     |                                                                      |

## Формат
13 команд-учасниць були розподілені між 4 групами. У Групі 1 змагалося чотири команди, кількість учасників у решті груп обмежилася трьома. На груповому етапі змагання проходили за круговою системою, до стадії плей-оф виходили переможці кожної з груп, які у півфінальних іграх змагалися за вихід до фіналу турніру. Матч за третє місце не проводився.

## Груповий етап
Жеребкування групової стадії було проведено безпосередньо перед початком турніру, коли до Монтевідео прибули всі команди-учасниці. При жеребкуванні сіяними, тобто командами, що не могли потрапити до однієї групи, були визначені збірні Уругваю, Аргентини, Бразилії і США. За результатами групового етапу всі сіяні команди підтвердили свій статус фаворитів, вийшовши до стадії плей-оф, за винятком бразильців, які внаслідок поразки в очній грі проти збірної Югославії пропустили до плей-оф зі своєї групи саме балканських футболістів.

### Група 1
| Поз | Команда   | І | В | Н | П | ГЗ | ГП | РГ | О | Кваліфікація    |
| --- | --------- | - | - | - | - | -- | -- | -- | - | --------------- |
| 1   | Аргентина | 3 | 3 | 0 | 0 | 10 | 4  | +6 | 6 | Вихід у плей-оф |
| 2   | Чилі      | 3 | 2 | 0 | 1 | 5  | 3  | +2 | 4 |                 |
| 3   | Франція   | 3 | 1 | 0 | 2 | 4  | 3  | +1 | 2 |                 |
| 4   | Мексика   | 3 | 0 | 0 | 3 | 4  | 13 | −9 | 0 |                 |

| Франція                                 | 4–1      | Мексика       |
| --------------------------------------- | -------- | ------------- |
| Л. Лоран 19' Ланжіє 40' Машіно 43', 87' | Протокол | Карреньйо 70' |

| Аргентина | 1–0      | Франція |
| --------- | -------- | ------- |
| Монті 81' | Протокол |         |

| Чилі                             | 3–0      | Мексика |
| -------------------------------- | -------- | ------- |
| Відаль 3', 65' М. Росас 52' (аг) | Протокол |         |

| Чилі         | 1–0      | Франція |
| ------------ | -------- | ------- |
| Субіабре 67' | Протокол |         |

| Аргентина                                           | 6–3      | Мексика                            |
| --------------------------------------------------- | -------- | ---------------------------------- |
| Стабіле 8', 17', 80' Сумельсу 12', 55' Варальйо 53' | Протокол | М. Росас 42' (пен.), 65' Гайон 75' |

| Аргентина                        | 3–1      | Чилі         |
| -------------------------------- | -------- | ------------ |
| Стабіле 12', 13' М. Еварісто 51' | Протокол | Субіабре 15' |

### Група 2
| Команда   | О | М | В | Н | П | ГЗ | ГП |
| --------- | - | - | - | - | - | -- | -- |
| Югославія | 4 | 2 | 2 | 0 | 0 | 6  | 1  |
| Бразилія  | 2 | 2 | 1 | 0 | 1 | 5  | 2  |
| Болівія   | 0 | 2 | 0 | 0 | 2 | 0  | 8  |

| 14 липня, 1930 12:45 |

| Югославія            | 2–1 | Бразилія              |
| -------------------- | --- | --------------------- |
| Тирнанич 21' Бек 30' |     | Жоан Коелью Нетто 62' |

| Монтевідео, Естадіо Парк Сентраль Глядачі: ~20000 Рефері: Техада (Уругвай) |

| 17 липня, 1930 12:45 |

| Югославія                                  | 4–0 | Болівія |
| ------------------------------------------ | --- | ------- |
| Бек 60', 67' Мар'янович 65' Вуядинович 85' |     |         |

| Монтевідео, Естадіо Парк Сентраль Глядачі: ~20000 Рефері: Матеуччі (Уругвай) |

| 20 липня, 1930 13:00 |

| Бразилія                                     | 4–0 | Болівія |
| -------------------------------------------- | --- | ------- |
| Модерато 37', 73' Жоан Коелью Нетто 57', 83' |     |         |

| Монтевідео, Естадіо Сентенаріо Глядачі: ~12000 Рефері: Бальве (Франція) |

### Група 3
| Команда | О | М | В | Н | П | ГЗ | ГП |
| ------- | - | - | - | - | - | -- | -- |
| Уругвай | 4 | 2 | 2 | 0 | 0 | 5  | 0  |
| Румунія | 2 | 2 | 1 | 0 | 1 | 3  | 5  |
| Перу    | 0 | 2 | 0 | 0 | 2 | 1  | 4  |

| 14 липня, 1930 14:50 |

| Румунія                      | 3–1 | Перу               |
| ---------------------------- | --- | ------------------ |
| Дешу 1' Станчу 79' Ковач 89' |     | Соуса Феррейра 75' |

| Монтевідео, Естадіо Посітос Глядачі: +2000 Рефері: Варнкен (Чилі) |

| 18 липня, 1930 14:30 |

| Уругвай    | 1–0 | Перу |
| ---------- | --- | ---- |
| Кастро 65' |     |      |

| Монтевідео, Естадіо Сентенаріо Глядачі: +85000 Рефері: Ланґенус (Бельгія) |

| 21 липня, 1930 14:50 |

| Уругвай                                    | 4–0 | Румунія |
| ------------------------------------------ | --- | ------- |
| Дорадо 7' Скароне 26' Ансельмо 31' Сеа 35' |     |         |

| Монтевідео, Естадіо Сентенаріо Глядачі: ~80000 Рефері: Реже (Бразилія) |

### Група 4
| Команда  | О | М | В | Н | П | ГЗ | ГП |
| -------- | - | - | - | - | - | -- | -- |
| США      | 4 | 2 | 2 | 0 | 0 | 6  | 0  |
| Парагвай | 2 | 2 | 1 | 0 | 1 | 1  | 3  |
| Бельгія  | 0 | 2 | 0 | 0 | 2 | 0  | 4  |

| 13 липня, 1930 15:00 |

| США                             | 3–0 | Бельгія |
| ------------------------------- | --- | ------- |
| Макгі 23' Флорі 45' Петноуд 69' |     |         |

| Монтевідео, Естадіо Парк Сентраль Глядачі: +15000 Рефері: Масьяс (Аргентина) |

| 17 липня, 1930 14:45 |

| США                   | 3–0 | Парагвай |
| --------------------- | --- | -------- |
| Петноуд 10', 15', 50' |     |          |

| Монтевідео, Естадіо Парк Сентраль Глядачі: ~20000 Рефері: Масьяс (Аргентина) |

| 20 липня, 1930 15:00 |

| Парагвай         | 1–0 | Бельгія |
| ---------------- | --- | ------- |
| Варгас Пенья 40' |     |         |

| Монтевідео, Естадіо Сентенаріо Глядачі: ~12000 Рефері: Вальяріно (Уругвай) |

## Плей-оф
|  | Півфінали             | Півфінали |   |  | Фінал                 | Фінал |  |
|  |                       |           |   |  |                       |       |  |
|  | 26 липня – Монтевідео |           |   |  |                       |       |  |
|  | Аргентина             | 6         |   |  |                       |       |  |
|  | США                   | 1         |   |  |                       |       |  |
|  |                       |           |   |  |                       |       |  |
|  |                       |           |   |  | 30 липня — Монтевідео |       |  |
|  |                       |           |   |  | Аргентина             | 2     |  |
|  |                       | Уругвай   | 4 |  |                       |       |  |
|  |                       |           |   |  |                       |       |  |
|  |                       |           |   |  |                       |       |  |
|  |                       |           |   |  |                       |       |  |
|  | 27 липня — Монтевідео |           |   |  |                       |       |  |
|  | Уругвай               | 6         |   |  |                       |       |  |
|  | Югославія             | 1         |   |  |                       |       |  |

### Півфінали
| 26 липня, 1930 14:45 |

| Аргентина                                                 | 6–1 | США       |
| --------------------------------------------------------- | --- | --------- |
| Монті 20' Скопеллі 56' Стабіле 69', 87' Пеусельє 80', 85' |     | Браун 89' |

| Монтевідео, Естадіо Сентенаріо Глядачі: +60000 Рефері: Ланґенус (Бельгія) |

| 27 липня, 1930 14:45 |

| Уругвай                                         | 6–1 | Югославія     |
| ----------------------------------------------- | --- | ------------- |
| Сеа 18', 67', 72' Ансельмо 20', 31' Іріарте 61' |     | Вуядинович 4' |

| Монтевідео, Естадіо Сентенаріо Глядачі: +80000 Рефері: Реже (Бразилія) |

### Фінал
| 30 липня, 1930 14:15 |

| Уругвай                                   | 4–2 | Аргентина                |
| ----------------------------------------- | --- | ------------------------ |
| Дорадо 12' Сеа 57' Іріарте 68' Кастро 89' |     | Пеусельє 20' Стабіле 37' |

| Монтевідео, Естадіо Сентенаріо Глядачі: ~80,000 Рефері: Ланґенус (Бельгія) |

## Чемпіон
| Переможець чемпіонату світу з футболу 1930 року: |
| ------------------------------------------------ |
| Уругвай Перший титул                             |

## Різна статистика

### Команди, що забили найбільше голів[16]
| Команда   | Голи | У середньому за матч |
| --------- | ---- | -------------------- |
| Аргентина | 18   | 3,6                  |
| Уругвай   | 15   | 3,8                  |
| США       | 7    | 2,3                  |
| Югославія | 7    | 2,3                  |
| Бразилія  | 5    | 2,5                  |